# 彩りの季節
「彩りの季節」（いろどりのとき）は、1981年4月21日に発売された、石野真子の通算14枚目のシングル。

## 解説
- 作詞作曲は、10枚目のシングル「めまい」と同じく、作詞を有馬三恵子が、作曲を川口真がそれぞれ手掛けた。

- 2008年3月26日に発売された歌手デビュー30周年記念CD-BOX『Mako Pack -Premium- 30th Anniversary Special Edition』に、シングルEPのA・B面曲が共に最新デジタル・リマスタリング音源で収録された。

## 収録曲
1. 彩りの季節 [3:36]
作詞：有馬三恵子／作曲：川口真／編曲：船山基紀
2. 初夏が一番! [3:40]
作詞：伊藤アキラ／作曲：森田公一／編曲：大村雅朗

## 関連作品
- GOLDEN☆BEST 石野真子
- Mako Pack -Premium- 30th Anniversary Special Edition